# Локомотив (женский волейбольный клуб, Москва)
«Локомоти́в» (1958—1959 и 1981—1987 — «Метрострой») — советский женский волейбольный клуб из Москвы.

## Достижения
- 9-кратный чемпион СССР — 1939, 1945, 1946, 1948—1950, 1952, 1957, 1958;
  - 9-кратный серебряный призёр чемпионатов СССР — 1940, 1947, 1951, 1953—1955, 1960, 1965, 1971;
  - Бронзовый призёр чемпионата СССР 1970.
- Обладатель Кубка СССР 1952;
  - двукратный серебряный призёр розыгрышей Кубка СССР — 1951, 1973.
- Бронзовый призёр Кубка европейских чемпионов 1972.

## История
Женская волейбольная команда «Локомотив» (Москва) принимала участие в чемпионатах СССР в 1939—1988 годах, являясь одной из сильнейших команд страны. В первых десяти союзных первенствах железнодорожницы 7 раз становились чемпионками. «Локомотив» в 1949—1960 являлся одной из базовых команд для женской сборной СССР, 7 раз за эти годы выигрывавшей чемпионаты мира и Европы. Команда считалась лучшей по организации и эффективности игровых действий, выделялась сильным нападением и организованным подвижным блоком. В команде были опробированы многие новые технико-тактические элементы. Тренерами «Локомотива» в пору его высших достижений (1930-е—начало 1970-х) были Валентина Осколкова (1939—1945), Александр Аникин (1946—1950), Михаил Крылов (1951), Александр Маментьев (1952—1954), Михаил Сунгуров (1950-е—1970-е годы).
С середины 1970-х результаты команды пошли на спад и с 1980 года «Локомотив» (в 1981—1987 «Метрострой») выступает в первой лиге чемпионата СССР, где занимает места в основном в середине турнирной таблицы. Дважды подряд (в 1987 и 1988) заняв предпоследние места во втором по значимости дивизионе советского женского волейбола, железнодорожницы выбыли из числа участников союзных первенств, после чего женская волейбольная команда «Локомотив» прекратила своё существование.

## Волейболистки клуба в сборной СССР
В составе сборной СССР в 1950-е — 1970-е годы выступало 12 волейболисток, представлявших команду «Локомотив» (Москва) и ставших победителями и призёрами Олимпийских игр, чемпионками мира и Европы:
- Милития Кононова-Еремеева — трёхкратная чемпионка мира (1952, 1956, 1960), трёхкратная чемпионка Европы (1949, 1950, 1951);
- Валентина Осколкова — чемпионка Европы 1949;
- Тамара Петрова — трёхкратная чемпионка Европы (1949, 1950, 1951);
- Валентина Свиридова — чемпионка мира 1952, двукратная чемпионка Европы (1949, 1950);
- Татьяна Бунина — чемпионка мира 1952, чемпионка Европы 1951;
- Александра Курятникова — чемпионка Европы 1951;
- Мария Сёмина — чемпионка мира 1952;
- Антонина Моисеева — чемпионка мира 1956, чемпионка Европы 1958 (с 1960 представляла в сборной ЦСКА);
- Лидия Болдырева — двукратная чемпионка мира (1956, 1960), чемпионка Европы 1958;
- Лидия Александрова — чемпионка Европы 1963;
- Татьяна Сарычева — двукратная олимпийская чемпионка (1968, 1972), чемпионка мира 1970, чемпионка Европы 1971;
- Наталья Кушнир — серебряный призёр Олимпийских игр 1976, чемпионка Европы 1975.